# Solulus coccineus
Solulus coccineus là một loài thực vật có hoa trong họ Đậu. Loài này được (G. Don) Kuntze miêu tả khoa học đầu tiên năm 1891.